# Tommy Johnson
Tommy Johnson (ur. 1896 w Terry, zm. 1 listopada 1956 w Crystal Springs) – amerykański muzyk bluesowy jeden z najbardziej wpływowych przedstawicieli bluesa Delty.

## Życiorys
Urodził się na plantacji bawełny George’a Millera pod Terry w powiecie (hrabstwie) Hinds w stanie Missisipi. Poprzez ojca – Idella Johnsona – spokrewniony był z Lonniem Johnsonem. Matką była Mary Ella Wilson. Miał dwanaścioro rodzeństwa.
Około 1910 r. przeniósł się do Crystal Springs w Mississippi, gdzie rozpoczął naukę gry na gitarze. Nauczycielem był jego brat LeDell Johnson. Ostatecznie uciekł z domu i w latach 1912–1914 pracował jako wędrowny muzyk w rejonie Boyle i Rolling Fork. Grał także na przyjęciach i zabawach tanecznych w rejonie Crystal Springs.
W latach 1914–1916 pracował na plantacji Toma Sandera w Drew w stanie Mississippi. Jednak w 1916 r. powrócił do muzyki i grywał z takimi bluesmanami jak Willie Brown, Dick Bankston, Charley Patton na plantacji Webba Jenkinsa w Drew.
Chociaż był nastolatkiem w 1917 r. zaczął prowadzić życie hobo (wędrowca); wędrował po Arkansasie, Luizjanie i Mississippi i występował na ulicach, w barach i zwykłych spelunkach. W 1920 r. okazjonalnie współpracował z Charleyem Pattonem w rejonie Greenwood i Moorhead w Mississippi.
Na początku lat 20. XX wieku pracował jako farmer w rejonie Delty oraz na plantacji Bernarda Graffa w Rolling Fork. Często opuszczał plantację i występował w rejonie Delty za napiwki.
W latach 1924–1927 współpracował z takimi bluesmanami jak Rubin Lacy, Son Spand, Charley McCoy, John Byrd, Water Vincent, Ishmon Bracey oraz innymi. Grali na przyjęciach, w lokalach tanecznych i na ulicach. Często przerywał pracę jako muzyk i zatrudniał się od prac pozamuzycznych.
W 1928 r. dokonał pierwszych nagrań dla firmy Victor Records w Memphis w stanie Tennessee, a 1930 r. dla Paramount Records w Grafton w stanie Wisconsin. W latach 30. był właścicielem małej kafejki w Jackson w stanie Mississippi, w której występował. Kontynuował także występy na przyjęciach, ulicach, w barach, na piknikach zarówno w Mississippi jak i Luizjanie (Nowy Orlean). Pracował także w duecie z Ishmonem Braceyem oraz w Doctor Simpson's Medicine Show.
Około 1935 r. grywał w Angie w Luizjanie oraz w Tylertown i Jackson w Mississippi. Ok. 1936 r. współpracował z Rooseveltem Holtsem i K.C. Douglasem grywając w latach 1937 aż do lat 50. w Jackson na ulicach lub przyjęciach.
Zmarł na atak serca podczas występu na przyjęciu. Został pochowany na Warm Springs Methodist Church Cemetery w Crystal Springs.
Do najbardziej znanych utworów Johnsona należą "Canned Heat Blues" (od tej piosenki nazwę zapożyczyła grupa Canned Heat), "Big Road Blues" oraz "On the Road Again".

## Życie rodzinne
Był czterokrotnie żonaty z Maggie Bidwell (w latach 1914–1917), Ellą Hill (początek lat 20.), Rosą Youngblood (1935–1939) i Emmą Downes (w latach 40.)
Jego bracia Clarence, LeDell oraz Mager Johnsonowie także byli muzykami.

## Wpływy muzyczne i styl
W 1986 r. został wprowadzony do Blues Hall of Fame.
Na jego muzykę wpływ mieli tacy bluesmeni jak Dick Bankston, Willie Brown, Ben Maree i Charley Patton.
Sam z kolei wywarł wpływ na takich muzyków jak James Brewer, K.C. Douglas, Shirley Griffth, Roosevelt Holts, Howlin’ Wolf, Floyd Jones, Otis Spann, Houston Stackhouse, Babe Stovall, Johnny Temple i Boogie Bill Webb.
Tommy Johnson reprezentował lokalną tradycję bluesowę, zwaną "tradycją Drew". Należeli do niej także Charley Patton, Wiilie Brown, Kid Bailey, Dick Bankston, Howlin’ Wolf i kilku innych bluesmanów.
Johnson był typowym bluesmanem, nic nie wiadomo, aby wykonywał utwory niebluesowe. Jako bluesman przewyższył tych, którzy wywarli na niego wpływ. Chociaż dość często wykraczał poza 12-taktowy schemat bluesowy, blues, który wykonywał był zawsze czystym bluesem.
Był pierwszym, który wprowadził do bluesa styl śpiewania falsetem.
Chociaż podobno zaprzedał duszę diabłu (Johnson nazwał go "wielkim czarnym mężczyzną"), to jego technika gry na gitarze była całkowicie podstawowa. Cała jego siła jako bluesmana leżała w niezwykłym głosie i technice operowania nim.

## Kompletne sesje nagraniowe
Tommy Johnson (wokal, gitara), Charlie McCoy (gitara)
Memphis Auditorium, Memphis, Tennessee. Piątek, 3 lutego 1928
- "Cool Drink of Water Blues"
- "Big Road Blues"

Memphis Auditorium, Memphis, Tennessee. Sobota, 4 lutego 1928
- "Bye Bye Blues"
- "Maggie Campbell Blues"

Tommy Jonson (wokal, gitara)
Memphis, Tennessee. Piątek, 31 sierpnia 1928
- "Canned Heat Blues"
- "Lonesome Home Blues"
- "Lonesome Home Blues"
- "Louisiana Blues" (niewydany)
- "Big Fat Mama Blues"

Tommy Jonson (wokal, gitara). nieznany muzyk (kazoo – tylko w utworze 1)
Grafton, Wisonsin. Ok. grudnia 1929
- "I Wonder to Myself"
- "Slidin' Delta"
- "Lonesome Home Blues"
- "Morning Prayer"
- "Bogaloosa Woman"

Tommy Johnson and New Orleans Nehi BoysKid Ernest Moliere (klarnet), Charles Taylor (pianino), nieznany muzyk (perkusja)
Grafton, Wisconsin. Ok. grudnia 1929
- "Black Mare Blues"
- "Black Mare Blues"

Tommy Johnson (wokal, gitara)
Grafton, Wisconsin. Ok. grudnia 1929
- "Ridin' Horse"
- "Alcohol and Jake Blues"

## Dyskografia
- Tommy Johnson Complete Recorded Works in Chronological Order 1928–29 Document [1994]

## Film
Postać afroamerykańskiego bluesmana, akompaniującego grupie Soggy Bottom Boys w filmie Bracie, gdzie jesteś?, jest wzorowana na Tommym Johnsonie. Postać grał Chris Thomas King.